# Jopie Nooren
Johanna Elisabeth Anna Maria (Jopie) Nooren (Breda, 25 juni 1961) is een Nederlands bestuurder in de gezondheidszorg en politica voor de Partij van de Arbeid. In 2015 werd ze verkozen als lid van de Eerste Kamer. Ze is voorzitter van de raad van bestuur van Bartiméus. Per 1 maart 2021 werd Nooren benoemd tot voorzitter van het college van bestuur van de Hogeschool van Amsterdam en legde ze het lidmaatschap van de Eerste Kamer neer.

## Levensloop

### Studie en start loopbaan
Nooren stamt uit een CDA-boerengezin uit Breda-Liesbosch. Ze studeerde ergotherapie aan de Hogeschool Zuyd te Heerlen van 1982 tot 1986, waarna ze van 1989 tot 1993 beleid en management studeerde aan de Erasmus Universiteit Rotterdam. Na haar afstuderen werd ze aan de Erasmus Universiteit Rotterdam universitair docent Instituut, beleid en management Gezondheidszorg, waarna ze bij Zorgverzekeraars Nederland (1997-2003) ging werken.
Ze was van 2003 tot 2008 directeur van Vereniging Gehandicaptenzorg Nederland, en was van 2008 tot 2013 lid van de raad van bestuur van de zorginstelling Lunet zorg. Vanaf 2013 is ze voorzitter van de raad van bestuur van Bartiméus, een organisatie ter ondersteuning van mensen die blind of slechtziend zijn. Als voorzitter van die raad van bestuur vervult ze diverse daaruit voortvloeiende nevenfuncties. Zo is ze, onder andere, sinds 9 mei 2019 lid van de Raad van Toezicht Regmed XB.

### Politiek
Nooren was binnen de Partij van de Arbeid actief in de werkgroep 'Patiënt Centraal' en de werkgroep arbeid bij de Wiardi Beckman Stichting. In 2015 werd ze namens de PvdA verkozen in de Eerste Kamer. Sinds 2019 was ze penningmeester en secretaris van de fractie.
Binnen haar senatorschap heeft ze onder andere de rollen als voorzitter van de commissie voor Infrastructuur, Waterstaat en Omgeving (IWO) en ondervoorzitter van de Tijdelijke commissie uitwerking gedragscode integriteit vervuld. Sinds 18 juni 2019 was ze ondervoorzitter van de commissie voor Infrastructuur, Waterstaat en Omgeving (IWO) en sinds 9 juli 2019 was ze eveneens Eerste Ondervoorzitter van de Eerste Kamer.
Daarnaast was ze woordvoerder Volksgezondheid, Welzijn en Sport en van de Invoeringswet Omgevingswet. Eerder was ze woordvoerder Basis- en Voortgezet Onderwijs en woordvoerder Integratie-, Immigratie en Asiel en Cultuur.
Per 1 maart legde 2021 Nooren het lidmaatschap van de Eerste Kamer neer in verband met haar benoeming tot voorzitter van het college van bestuur van de Hogeschool van Amsterdam.

## Persoonlijk
Nooren is gehuwd en heeft drie dochters.